# Mado Robin
Mado Robin, właśc. Madeleine Marie Robin (ur. 29 grudnia 1918 w Yzeures-sur-Creuse, zm. 10 grudnia 1960 w Paryżu) – francuska śpiewaczka operowa, sopran.

## Życiorys
Studiowała u Mario Podesty. W 1937 roku zdobyła I nagrodę w organizowanym przez paryską operę Concours des Soprani. Zadebiutowała w 1942 roku recitalem w paryskiej Salle Gaveau, jej pierwszą rolą operową była Gilda w Rigoletcie Giuseppe Verdiego na deskach opery paryskiej w 1945 roku. Od 1946 roku występowała w Opéra-Comique. Gościnnie występowała w Brukseli, Liège, Monte Carlo i San Francisco. W 1959 roku koncertowała w ZSRR.
Dysponowała głosem o rozległej skali, dochodzącej do c4. Zasłynęła przede wszystkim jako odtwórczyni głównych ról w Lakmé Léo Delibes’a i Łucji z Lammermooru Gaetano Donizettiego. Dokonała nagrań płytowych dla wytwórni Decca i Pathé.